# خواكين بيريز
خواكين بيريز هو مجدف كوبي، ولد في 15 مايو 1937.

## وصلات خارجية
- خواكين بيريز على موقع الاتحاد الدولي للتجديف (الإنجليزية)
- خواكين بيريز على موقع أوليمبيديا (الإنجليزية)